# Idioma bora
El Bora es una lengua indígena de América. El Bora propiamente dicho tiene una inteligibilidad mutua del 94% con el dialecto Miraña. Es una lengua tonal como los demás miembros de la familia lingüística bora-huitoto. La familia Bora está compuesta por 3 lenguas, Lenguas muinane (550 personas), Bora (650 personas) y miraña (660 personas).
Se conservan varias tradiciones orales que han sido recogidas y publicadas desde los años 70. Este idioma ha tenido textos impresos por el antiguo Ministerio de Educación Pública del Perú en su propio alfabeto por lo menos desde la década de 1950. Además tiene un alfabeto reconocido oficialmente en el Perú, aunque no todavía en Colombia. El Bora ha tenido su propio alfabeto desde hace décadas que ha utilizado  el ministerio de educación del Perú con ayuda del Instituto lingüístico de verano.
Se ha desarrollado un diccionario y una gramática de la lengua en el Perú, aunque en Colombia también se habla la lengua Bora en forma del dialecto miraña.Se considera que actualmente existen entre dos mil y tres mil borahablantes, aunque durante la década de los años veinte del siglo XX se calculaban cerca de veinte mil indígenas Bora.
La lengua Bora se caracteriza por su alto número de clasificadores, prefijos instrumentales y pronombres que funcionan como prefijos de raíces verbales.

## Localización.
Antes del boom del caucho, la población indígena Bora vivía al norte del río Putumayo en el territorio colombiano. El violento periodo extractivo obligó que un grupo importante de su población se trasladara a las riberas de los ríos Ampiyacu, Yaguasyacu y el río Momón.

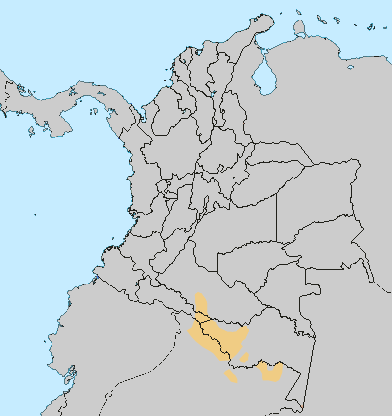
Mapa de la familia Boro-huitoto.

## Fonología.[8]

### Vocales en la lengua Bora
La lengua Bora presenta seis vocales.
El único sonido que es redondeado en esta lengua es la vocal media posterior /o/, la cual se escribe con el mismo grafema del español <o>. La única vocal tensa es la alta anterior /i/, la cual se escribe con el grafema <i>. La vocal media anterior /ɛ/ se escribe con la grafía <e>.
La vocal alta posterior, a diferencia del español, no es redondeada /ɯ/, sin embargo, se escribe con el grafema <u>. La sexta vocal de este sistema fonológico es la vocal central alta /ɨ/.
Por lo general, las vocales en la lengua Bora sostienen el timbre. Por su parte,  la vocal anterior media /ɛ/ posee libre contexto de aparición. Como todas las vocales de la lengua, también expresa una versión alargada[ɛː]. La vocal posterior alta /ɯ/ se caracteriza por no ser una vocal redondeada. Sin embargo, quizá por el contacto con el español,  existen algunos casos en que presenta una realización redondeada. Esta producción particular de la vocal no es consciente entre los hablantes Bora pues el Bora ofrece un sistema fonológico que presenta dos fonemas altos —uno central y otro alto— que se diferencian solo por el rasgo [± posterior]
El fonema fricativo bilabial /β/ aparece en pocas palabras al inicio. En la mayoría de los casos, va seguido del fonema bajo /a/; sin embargo, existen casos en que aparece al comienzo de palabra seguido del fonema anterior alto /i/, como <vihyo> [βiʔ.jo] "giro".

### Consonantes en la lengua Bora
La lengua Bora ofrece veintinueve consonantes. Presenta cuatro consonantes oclusivas: oclusiva bilabial sorda /p/, oclusiva coronal sorda /t/, oclusiva velar sorda /k/ y oclusiva laringal /ʔ/. También, existe una oclusiva velar sorda labializada /kw/. No existen consonantes oclusivas sonoras.
Todas las consonantes sordas tienen un contexto de aparición bastante similar: pueden aparecer al principio de una palabra o dentro del ataque de una sílaba interna. Eso sí, no pueden ocupar la posición de coda dentro de una sílaba. El fonema oclusivo laringal /ʔ/ aparece sobre todo dentro de una palabra. También es plausible que este sonido se encuentre subregistrado y que el salto glotal aparezca en palabras que típicamente inician con una vocal.
Al presentar la oclusiva velar labializada /kw/, hay que tener en cuenta que es la única de su tipo y no conviene analizarla con otro grupo de consonantes. Existen pocas palabras documentadas en la lengua Bora que inicien con esta consonante; sin embargo, es bastante productiva dentro de la estructura interna de la palabra. La lengua Bora presenta tres consonantes oclusivas aspiradas: bilabial aspirada /ph/, coronal /th/ y velar /kh/. Estos tres fonemas ofrecen contextos similares de aparición. La consonante alveolar aspirada /th/ no se presenta mucho al inicio de palabra, pero sí es muy productiva dentro de la estructura interna.
La vocal posterior redondeada /o/ es similar a la vocal del español. Es importante notar la cercanía acústica entre la vocal alta central /ɨ/  y la vocal alta posterior /ɯ/.y notar la cercanía acústica entre la vocal alta central /ɨ/ y la vocal alta posterior /ɯ/. 
La lengua Bora presenta solo dos consonantes fricativas: consonante fricativa bilabial /β/ y la consonante fricativa velar /x/. Ambas consonantes son sordas Dé hecho, el fonema fricativo bilabial /β/ aparece en muy pocos caso al inicio de palabra. En cambio, el fonema fricativo /x/ no presenta muchas restricciones para aparecer al inicio o al comienzo de una palabra. Este fonema, además, puede aparecer en posición de coda.
El fonema fricativo bilabial /β/ aparece en pocas palabras al inicio. En la mayoría de los casos, va seguido del fonema bajo /a/; sin embargo, existen casos en que aparece al comienzo de palabra seguido del fonema anterior alto /i/, como <vihyo> [βiʔ.jo]‘giro’
Esta lengua amazónica presenta dos fonemas africados: /ts/͡ y / tʃ/͡, que se escriben en el alfabeto normalizado como <ds> y <ch>. Así mismo, presenta dos fonemas africados aspirados /tsh ͡/ /tʃh͡/, que se escriben <ts> y <ll> respectivamente. 
La lengua Bora posee un fonema nasal palatal /ɲ/, además de los fonemas nasales /m/ y /n/. El fonema bilabial /m/ solo aparece al inicio de una palabra y en posición de ataque, como en la palabra <muúha> [mɯ.ɯ́.ʔa] Por su parte, el fonema nasal coronal /n/, sí como su par bilabial, aparece solo al comienzo de palabra y en posición de ataque, como en la palabra <nihba> [niʔ.pa] ‘caimán’ o <munáa> [mu.ná.a] ‘enemigo’.
El fonema nasal palatal /ɲ/ se presenta tanto al inicio de palabra, como en posición de ataque dentro de la misma, como en la palabra <ñohño> [ɲoʔ.ɲo] ‘amamantar’.
La lengua Bora también muestra una consonante vibrante simple /ɾ/ que se grafica con el grafema <r>. Esta consonante se comporta como la mayoría de consonantes de esta lengua. Presente mucha libertad de aparición y es a su vez muy productiva. Consonante aproximante palatal /j/ que se escribe con el grafema <y>. Este fonema bien puede aparecer en posición de ataque simple dentro de una palabra; puede aparecer al comienzo de una palabra o bien puede adherirse a otro fonema para construir un ataque complejo.
En la palabra <ííyu> ‘huevo’ se puede apreciar cómo se realiza esta consonante al inicio de palabra. Su duración es bastante breve en comparación a las consonantes fricativas o las vocales.

### Alfabeto normalizado.
|                | Labial | Coronal | Africada  | Velar      | Laringal |
| -------------- | ------ | ------- | --------- | ---------- | -------- |
| Oclusiva       | p<b>   | t<d>    | ts<ds>    | k<g>       | ʔ<h>     |
| Ocul. Asp      | ph <p> | th <t>  | t͡sh <ts>  | kh <c/k* > |          |
| Oclu. Pal.     |        |         | t͡ʃ <ll>   |            |          |
| Oclu.Pal.Asp   |        |         | t͡ʃ h <ch> |            |          |
| Oclu. Lab. Vel |        |         |           | kw <w>     |          |
| Fricativa      | β<v>   |         |           | x<j>       |          |
| Frica. Pal.    |        |         |           |            |          |
| Nasal.         | m<m>   | n<n>    |           |            |          |
| Nas. Pal       |        | ɲ<ñ>    |           |            |          |
| Vibrante       |        | ɾ<r>    |           |            |          |
| Aproximante    |        | j<y>    |           |            |          |

| Vocales | a<a> | e<e> | i<i> | ɨ<ɨ> | o<o> | w<u> |

## Comunicación por tambores.[9]

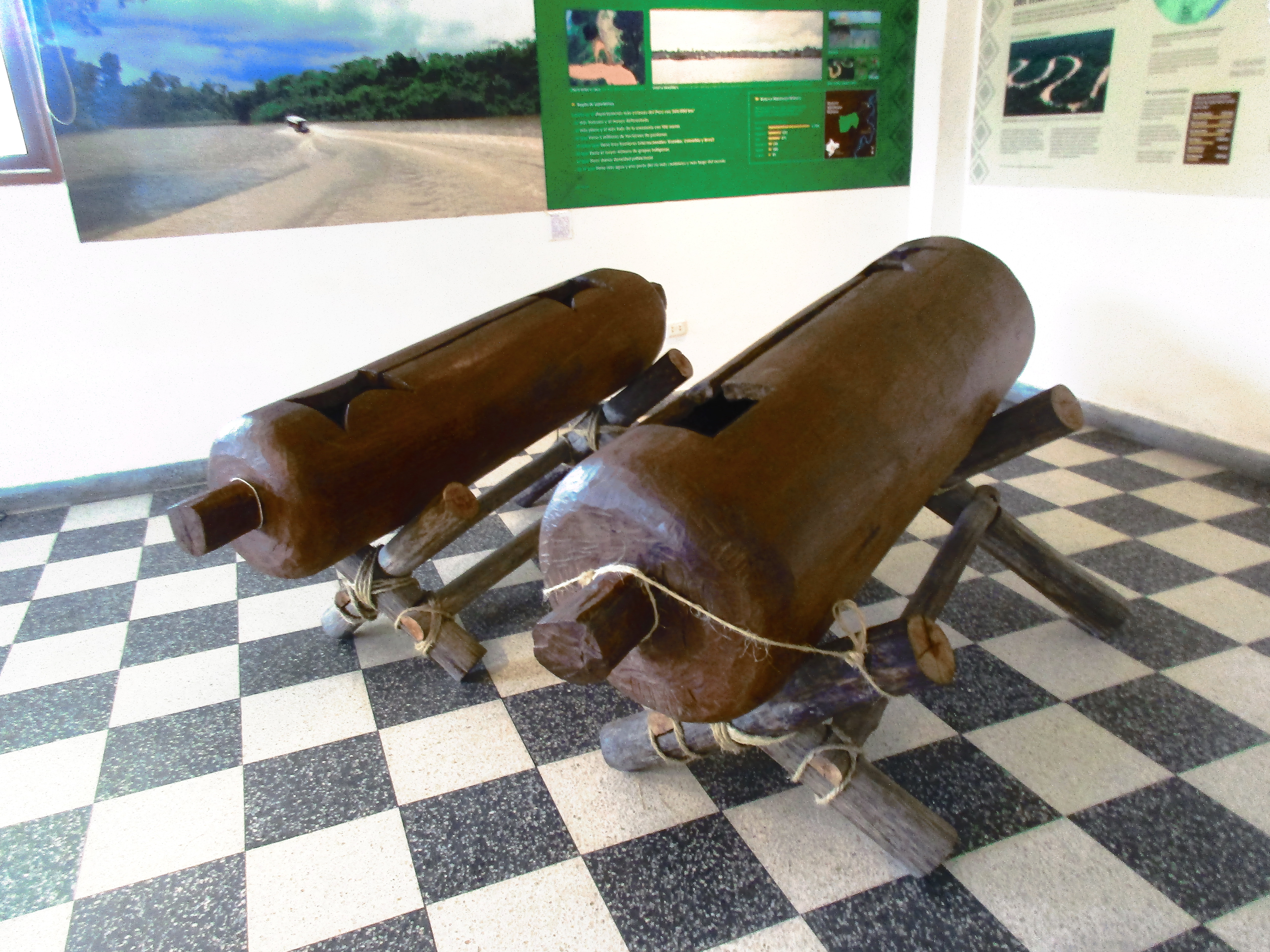
El tambor usado para comunicación.

El tambor Bora ha sido usado para representar las palabras de su idioma, convirtiendo cada golpe del tambor como un equivalente al número de sílabas. 
Estos sistemas del "discurso del tambor" son vistos en África, Suramérica, Asia y Oceanía. Son un tipo de sistemas emulados del habla, en el que todos operan transformando el lenguaje hablado producido por la voz humana, en sonidos, tales como los silbidos o señales acústicas con instrumentos musicales. 
Vale la pena aclarar, que estos sientas de tambores que emulan el habla, son diferentes de los sistemas como la clave morse, que simbólicamente representa unidades de un sistema escrito, y no representa necesariamente sonidos del habla. 
El tambor usado se llama Manguaré. Son un elemento muy importante para la cultura Bora. Son usados para la comunicación entre y a través comunidades, alrededor de 20 kilómetros de distancia. Este es uno de los pocos sistemas ancestrales del "discurso del tambor" visto en Suramérica. 
En principio cada adulto de esta cultura puede usar estos tambores y cada miembro de la comunidad puede entender los mensajes del mangaré, habilidades las cuales son adquiridas sin necesidad de un entrenamiento rígido. 
Antes, a mediados del siglo XX, se reporta que los maguares eran usados diariamente, sobre cualquier tema, y que los mensajes eran retenidos de una toldilla a otra, esto para alcanzar distancias aun más grandes. Hoy en día, existen alrededor de 20 tambores, y que gradualmente se están dejando en el olvido, debido a la transición de los Bora a hablar el español.